# Słupski járás
A Słupski járás (lengyelül: powiat słupski) Lengyelország északi részén, a Balti-tenger mentén fekvő területi közigazgatási és önkormányzati egység. A járás a Pomerániai vajdaságban helyezkedik el. A Słupski járást 1999. január 1-én hozták létre az 1998-as lengyel önkormányzati reform eredményeképpen.
A járás központja és egyben legnagyobb városa Słupsk, amely 125 kilométerre nyugatra fekszik a vajdaság központjától, Gdańsktól. Közigazgatásilag Słupsk járási jogú városként önálló egységet képez, tehát nem része Słupski járásnak. Ustka a másik város a járásban, amely 18 kilométerre északra található Słupsktól. Kępice a járás harmadik városa, amely 30 kilométerre délnyugatra található.
A járás területe 2304 négyzetkilométer, ahol a 2015-ös adatok alapján 98 249 fő élt. Ustka városában 15 869 fő, Kępicében 3698 fő, míg a vidéki területeken 77 228 fő élt 2015-ben.
A járás nyugatról a Nyugat-pomerániai vajdasággal, északról a Balti-tengerrel, kelet felől a Lęborki járással, míg dél felől a Bytówi járással határos.

## Közigazgatási beosztása
Słupski járásban tíz község (gmina) található, melyek közül két városi, egy városi-vidéki és hét vidéki jellegű.
| Község                            | Típus         | Terület (km²) | Népesség (2013) | Székhely          |
| Ustka                             | városi        | 10,19         | 16 306          |                   |
| Gmina Słupsk                      | városi        | 260,58        | 16 186          | Słupsk *          |
| Gmina Kobylnica                   | vidéki        | 244,95        | 11 012          | Kobylnica         |
| Gmina Dębnica Kaszubska           | vidéki        | 300,02        | 9824            | Dębnica Kaszubska |
| Gmina Główczyce                   | vidéki        | 323,81        | 9537            | Główczyce         |
| Gmina Kępice                      | városi-vidéki | 293,43        | 9465            | Kępice            |
| Gmina Ustka                       | vidéki        | 218,1         | 8087            | Ustka *           |
| Gmina Potęgowo                    | vidéki        | 227,92        | 7111            | Potęgowo          |
| Gmina Damnica                     | vidéki        | 167,81        | 6284            | Damnica           |
| Gmina Smołdzino                   | vidéki        | 257,24        | 3529            | Smołdzino         |
| * A székhely nem része a gminának |               |               |                 |                   |

## Földrajza
A járásban változatos tájkép jellegzetes homlokmorénákkal és dűnékkel. Dűnék az északi részén a tengerparton alakultak ki, a parttal párhuzamosan. A dűnék mögött gyakran mocsarak találhatók. 
A tájkép fontos elemei a számos folyói, melyek közül a Słupia legnagyobb. 

### Vízrajz

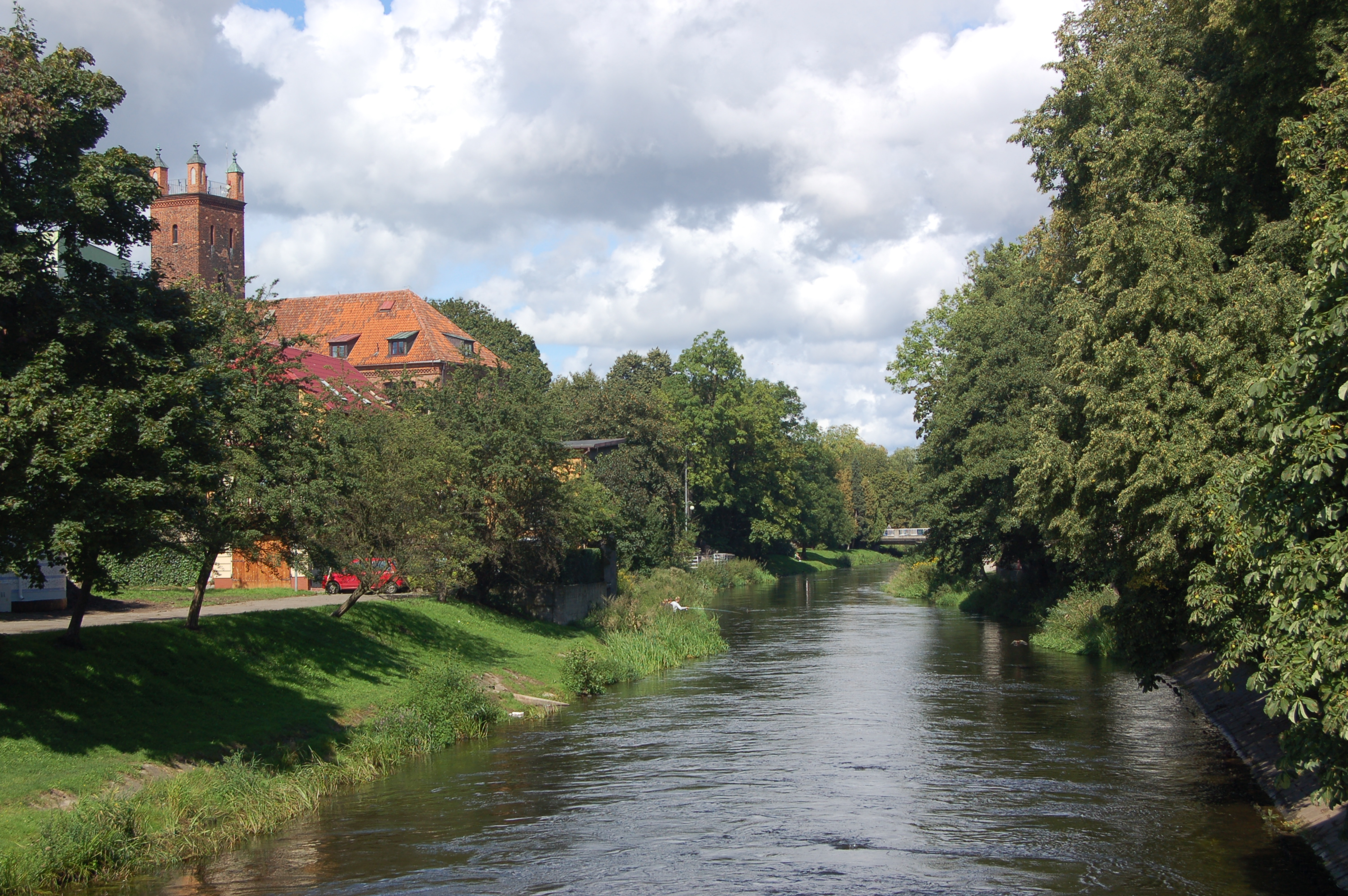
A Słupia Słupskban

A járásnak szám szerint 3 nagyobb folyóvize van:

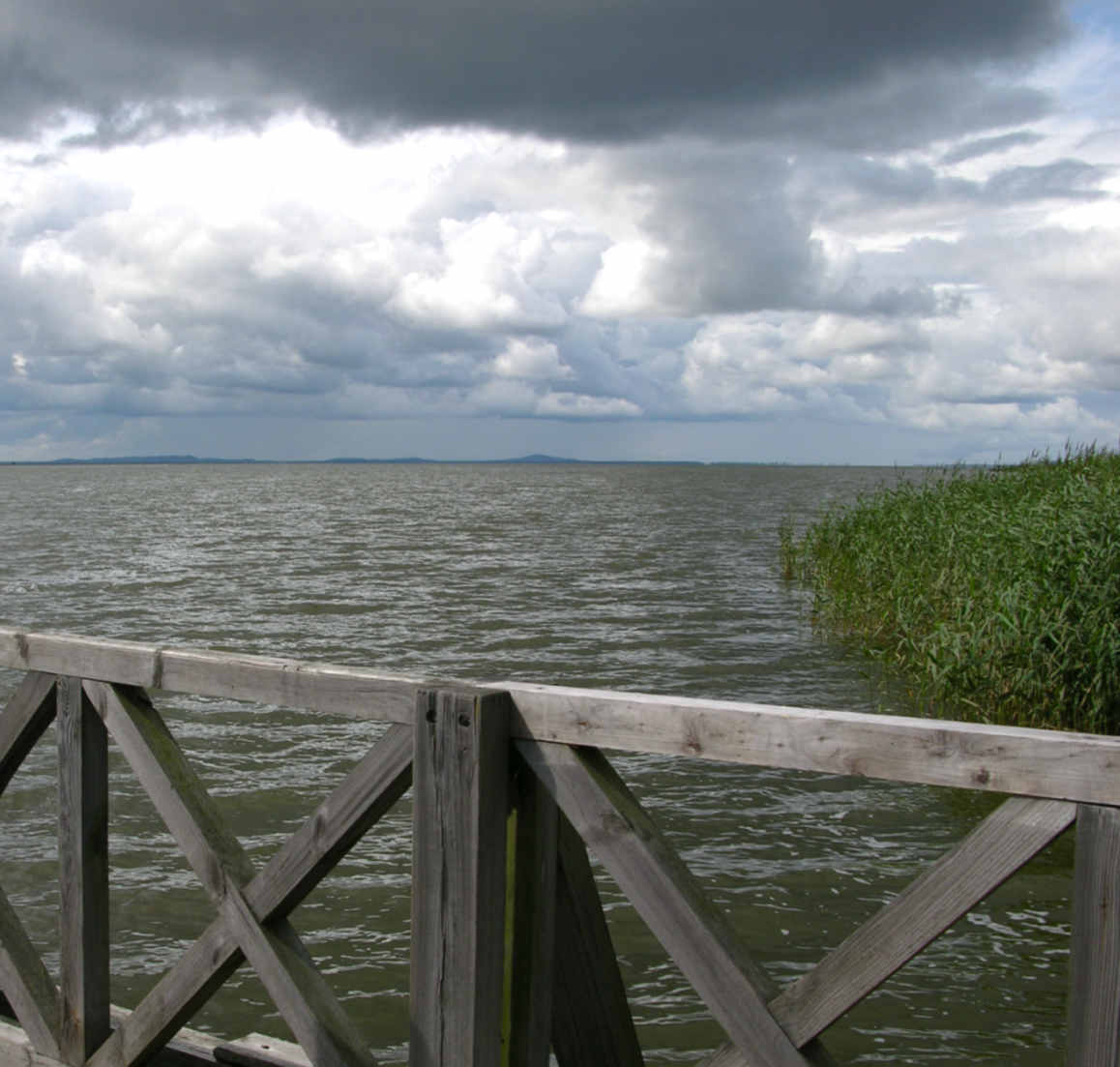
A Łebsko-tó

- Słupia
- Łupawa
- Wieprza

Nagyobb állóvizek:
- Łebsko - 7140 ha
- Gardno - 2468,1 ha
- Dołgie Duże - 156,4 ha
- Głębokie - 107,5 ha
- Lewarowe - 71,5 ha
- Krzynia - 70 ha
- Obłęskie - 62,4 ha
- Modła - 61,9 ha

### Élővilág, természetvédelem
Az 1967-ben alapított Słowiński Nemzeti Park 1977-től a világörökség része. Értékes növény- és állatvilága és mindenekelőtt dűnék, valamint nagy, sekélyvizű tavak, mint a Łebsko és a Gardno révén nemzetközileg is ismert.

## Fordítás
Ez a szócikk részben vagy egészben  a   Powiat słupski című lengyel Wikipédia-szócikk ezen változatának fordításán alapul.  Az eredeti cikk szerkesztőit annak laptörténete sorolja fel. Ez a jelzés csupán a megfogalmazás eredetét és a szerzői jogokat jelzi, nem szolgál a cikkben szereplő információk forrásmegjelöléseként.